# 東京鐵鋼
東京鐵鋼株式会社（とうきょうてっこう）は、栃木県小山市に本社を置く鉄筋コンクリート用棒鋼などを製造、販売する電気炉メーカーである。なお、小山市には東京鋼鐵も工場を構えているが、資本関係もなく別会社である。

## 概要
主に建設企業向けに、鉄筋コンクリート用棒鋼、機械式の継手や鉄筋定着金物、鉄筋加工製品などの製品を製造・販売している。栃木県小山市に本社工場を、青森県八戸市に八戸工場をそれぞれ有する。

## 沿革
- 1939年6月 - 東京鐵鋼株式会社設立。
- 1969年3月 - 小山工場（本社工場）が完成。
- 1969年5月 - 八戸工場が完成。
- 1971年6月 - 東京証券取引所2部上場。
- 1974年4月 - 東京証券取引所1部指定替え。
- 1980年11月 - 合同製鐵と業務提携。
- 1991年3月 - 本社工場に隣接する場所に総合加工センターが完成。
- 2002年2月 - 合同製鐵と共同で東京デーバー・スチールを設立。
- 2005年3月 - 伊藤製鐵所と共同で東北デーバー・スチールを設立。
- 2009年3月 - 同年10月1日付けで共英製鋼と経営統合すると発表。
- 2009年10月 - 共英製鋼との経営統合の中止を発表。業務提携は継続。公正取引委員会の事前審査に時間がかかりすぎることが理由。予定では株式移転により、共英東京鐵鋼ホールディングス株式会社を設立し、東京鐵鋼は共英東京鐵鋼ホールディングスの完全子会社となるはずだった。
- 2015年4月 - 東北東京鐵鋼株式会社を吸収合併。トーテツ資源株式会社を設立。

## 所在地
- 本社工場 - 栃木県小山市
- 東京本社 - 東京都千代田区
- 八戸工場 - 青森県八戸市

## グループ
| 企業                 | 事業                 | 資本金    | 議決権の所有割合（間接含む） |
| -------------------- | -------------------- | --------- | ---------------------------- |
| トーテツ資源         | 資源リサイクル       | 5,000万円 | 100%                         |
| 東京鐵鋼土木         | 土木向け製品の販売   | 1億円     | 100%                         |
| 関東メタル           | 鉄スクラップの販売   | 8,000万円 | 75%                          |
| トーテツ興運         | 物流・配送           | 5,000万円 | 100%                         |
| トーテツ産業         | 建材の製造・販売     | 5,000万円 | 100%                         |
| トーテツメンテナンス | 顧客企業への人材派遣 | 2,000万円 | 100%                         |